# Szulafélék
A szulafélék (Sulidae) a madarak (Aves) osztályába és a szulaalakúak (Suliformes) rendjébe tartozó család.
3 nem és 10 faj tartozik a családba.

## Rendszertani besorolásuk
2014-ben Jarvis és társai alaktani- és DNS-vizsgálatok végeztek a mai madarak körében; felfedezésüket a „Whole-genome analyses resolve early branches in the tree of life of modern birds” (A genom teljes vizsgálata meghatározza a modern madarak családfájának a korai ágait) című írásban adták ki. Ennek a nagymértékű kutatásnak a következtében, az Ornitológusok Nemzetközi Kongresszusánnak (International Ornithological Congress) jóváhagyásával ezt a madárcsalátot kivették a gödényalakúak (Pelecaniformes) rendjéből és áthelyezték az újonnan létrehozott szulaalakúak rendbe.

## Előfordulásuk
A legtöbb faj a trópusi és szubtrópusi éghajlaton találhatóak meg. Legfőképp óceáni madarak, fészkelni sekély óceáni szigetekre vagy sziklákra szoktak.

## Megjelenésük
A szulák közepes és nagy testű madarak. A legkisebb faj a fehérhasú szula, melynek testhossza 64 centiméter, testsúlya 724 gramm, a legnagyobb testhossza viszont 100 centiméter, testsúlya 3,6 kilogramm. Tollazatuk színében a fehér és a barna dominál. A Morus nemre a sárga fej és nyak jellemző. A hímek csőrszíne és szemel eltér a tojóéktól, de a tojók nagyobbak mint a hímek. A fiatalok tollazata általában sötétebb mint a kifejlett példányoké. Csőrük hosszabb a fejüknél, erős és henger alakú, a hegye felé fokozatosan vékonyodik és gyengén lefelé hajlik, ez lehetővé teszi, hogy csúszós halakat is biztosan tartsanak a csőrükben. Szemük előre néz, ami jó térlátást biztosít számukra. Szárnyuk hosszú és keskeny, ami lehetővé teszi hogy erős szélben is repülni tudjanak. Lábuk rövid és vastag, 4 lábujjuk között úszóhártya található, ami segíti az úszást és a búvárkodást. Farkuk 12 tollból áll, mely ék alakúan hegyesedik. Arctájékuk csupasz.

## Életmódjuk
Meglehetősen nagy magasságból vetik magukat a vízbe vadászat közben (10-30, néha még 100 méterről is), és általában 10 méter mélyen mennek le a víz alá (de néha 25 méterre is). Különösen kedvelik a makrélát és a szardíniát is. Némely faj egyes halfajokat részesítenek előnyben, de nem akkora mértékben hogy ne lehetne pótolni más halfajjal. A táplálékot általában a víz alatt nyelik le, nagyon ritkán hozzák a felszínre.

## Szaporodásuk
Nagy telepekben fészkelnek, amelyek akár 750.000 párt is magába foglalhatnak. Évente általában 1 fészekaljuk van. Fészkük egy földbe vájt mélyedésből áll, és nem bélelik semmivel, néha egy kis guanó található az alján. A legtöbb fajnál a fészekalj 1 tojásból áll, de egyes fajnál 2 vagy akár 3 tojásból is. Általában 41–45 napig költik, néha akár 57 napig is.  A fiókát az első hónapban soha nem hagyják egyedül, mikor már tud repülni a szülők még akkor is ápolják és etetik.

## Rendszerezés
A családba az alábbi 3 nem és 10 faj tartozik:
- Morus Vieillot, 1816 – 3 faj
- Papasula Olson & Warheit, 1988 – 1 faj.
  - falakó szula (Papasula abbotti) (Ridgway, 1893)
- Sula Brisson, 1760 – 6 faj

## Fosszilis nemek
Az alábbi lista a fosszilis szulaféléket és szulaszerű madarakat foglalja magába:
- Masillastega (kora eocén; Németország, Messel) – meglehet, hogy valójában Eostega
- Eostega (késő eocén; Románia, Kolozsmonostor) – meglehet, hogy magába foglalja a Masillastega nemet
- Sulidae gen. et meghatározatlan faj (késő oligocén; Németország, Thalberg) – Empheresula?[6]
- Sulidae gen. et meghatározatlan faj (késő oligocén; USA, Dél-Karolina) – Microsula?[7]
- Empheresula (késő oligocén; Franciaország, Gannat – középső miocén; Németország, Steinheimer Becken) – benne vannak: "Sula" arvernensis, "Parasula"[8]
- Microsula (késő oligocén; USA, Dél-Karolina – középső miocén; Ausztria, Grund) – meglehet, hogy a Morus vagy a Sula nemekbe tartozik, benne pedig a következők vannak: "Sula" avita, "S." pygmaea, Enkurosula, "Pseudosula"[1]
- Sarmatosula (középső miocén; Románia, Credinţa)
- Miosula (késő miocén; Kalifornia)
- Palaeosula (talán kora pliocén?; kalifornia)
- Rhamphastosula (kora pliocén; Peru, Pisco)
- Bimbisula (középső pliocén; Dél-Karolina)[9]
- Sulidae gen. et meghatározatlan faj (késő pliocén; Olaszország, Valle di Fine) – Morus?[10]

A recens nemek fosszilis fajai a nemekről szóló szócikkekben láthatók.
A franciaországi Ronzonban talált kora oligocén korszaki Prophalacrocorax ronzonit először a récefélékhez tartozó Mergus nembe helyezték; átnevezése után a kárókatonafélék közé került, pedig meglehet, hogy a szulafélék egyik korai képviselője.

## Fordítás
- Ez a szócikk részben vagy egészben  a   Tölpel című német Wikipédia-szócikk fordításán alapul.  Az eredeti cikk szerkesztőit annak laptörténete sorolja fel. Ez a jelzés csupán a megfogalmazás eredetét és a szerzői jogokat jelzi, nem szolgál a cikkben szereplő információk forrásmegjelöléseként.
- Ez a szócikk részben vagy egészben  a   Sulidae című angol Wikipédia-szócikk ezen változatának fordításán alapul.  Az eredeti cikk szerkesztőit annak laptörténete sorolja fel. Ez a jelzés csupán a megfogalmazás eredetét és a szerzői jogokat jelzi, nem szolgál a cikkben szereplő információk forrásmegjelöléseként.